# Aulacomerus retusicornis
Aulacomerus retusicornis – gatunek błonkówki z rodziny Pergidae.

## Taksonomia
Gatunek ten został opisany w 1900 przez Friedricha Konowa pod nazwą Loboceros retusicornis. Jako miejsce typowe podano Peru. Lektotypem, wyznaczonym przez Davida Smitha, była samica. W 1906 ten sam autor opisał ten sam gatunek pod nazwami Loboceros trinotatus (miej.typ. brazylijskie miasto Oiapoque, holotypem była samica), oraz Loboceros binotatus (miej. typ. brazylijskie miasto Óbidos, syntypem była samica). W 1990 roku David Smith zsynonimizował wszystkie te nazwy i przeniósł ten takson do rodzaju Aulacomerus.

## Zasięg występowania
Ameryka Południowa. Znany z płn. Brazylii (stany Amapá i Pará), Peru oraz Surinamu.